# (1274) Delportia
(1274) Delportia ist ein Asteroid des Hauptgürtels, der am 28. November 1932 vom belgischen Astronomen Eugène Joseph Delporte in Ukkel entdeckt wurde.
Der Asteroid ist nach seinem Entdecker benannt.